# Prevesos
Prevesos (llamada oficialmente Santo Estevo de Prevesos) es una parroquia española del municipio de Castro de Rey, en la provincia de Lugo, Galicia.

## Organización territorial
La parroquia está formada por dieciséis entidades de población, constando quince de ellas en el nomenclátor del Instituto Nacional de Estadística español:
- A Casanova
- A Devesa
- A Garduña
- A Irexa
- As Trapas
- A Veiga da Lama
- O Boucido
- O Candal
- O Covelo
- O Marzo
- O Rego
- Orxás
- O Vilar
- Piñeiro
- Pousadela
- Ver

## Demografía
| Gráfica de evolución demográfica de Prevesos entre 2000 y 2019 |
|                                                                |
| Datos según el nomenclátor publicado por el INE.               |